# Saison in Kairo
Pour plus de détails, voir Fiche technique et Distribution.
Saison in Kairo (en français, Une saison au Caire) est un film allemand réalisé par Reinhold Schünzel sorti en 1933.
Le film fait aussi l'objet d'une version française, Idylle au Caire, par le même réalisateur et Claude Heymann et sortie la même année.

## Synopsis
Le Caire, début des années 1930. Ellinor Blackwell est la riche veuve d'un magnat américain et mène dans la capitale égyptienne une vie luxueuse et oisive. Son fils dirige les entreprises de la firme et n'accepte pas le mode de vie de sa mère. Il fui faudrait trouver un nouveau mari, aussi Tobby prend les choses en main. Le jeune comtesse Stefanie von Weidling-Weidling a le même problème avec son père. Malgré son âge, il reste un coureur de jupons, quelqu'un qui jette l'argent par les fenêtres. Tobby a une idée lumineuse : Pourquoi ne pas faire rencontrer les deux "cas désespérés", de sorte qu'ils aient l'envie de se marier et finalement abandonner leurs vies dissolues ? D'abord réticente, Stefanie se laisse convaincre et promet d'aider Tobby dans la mise en œuvre d'un plan. Un premier rendez-vous est organisé dans un hôtel et semble une réussite.
Les deux jeunes gens ne savent pas que le comte Weidling Weidling et Ellinor Blackwell ont la même idée pour leurs deux enfants, qu'ils iraient bien ensemble. Cependant cela n'est pas du tout désintéressé : tandis qu'Ellinor Blackwell rêve d'intégrer la vieille noblesse européenne, le comte espère avoir de l'argent pour rembourses ses dettes. Sans savoir le plan des enfants, le comte rusé annonce un engagement sans cérémonie de Tobby Blackwell et Stefanie von Weidling-Weidling. Tobby est perplexe, Stefanie bien plus. Pour éviter un scandale, Tobby propose à Stefanie un mariage pour la forme, sans conséquence ; ils pourront divorcer simplement. Cette proposition plaît à la jeune comtesse qui est tombée amoureuse de Tobby.
Le dignitaire arabe Ismail Pascha reçoit les futurs mariés et fait lever une tente pour le mariage. Mais Ellinor et le comte Leopold apprennent le mariage de leurs enfants et veulent l'empêcher. De son côté, Tobby doit écarter trois hommes intéressés par sa mère. Il les écarte et avoue son amour à Stefanie dans le désert. Il n'est plus question de divorce.

## Fiche technique
- Titre : Saison in Kairo
- Réalisation : Reinhold Schünzel
- Scénario : Walter Reisch
- Musique : Werner R. Heymann
- Direction artistique : Robert Herlth, Walter Röhrig
- Costume : Ida Revelly
- Photographie : Carl Hoffmann
- Son : Fritz Thiery
- Montage : Eduard von Borsody
- Production : Günther Stapenhorst
- Sociétés de production : UFA
- Société de distribution : UFA
- Pays d'origine :  Reich allemand
- Langue : allemand
- Format : Noir et blanc - 1,37:1 - Mono - 35 mm
- Genre : Comédie romantique
- Durée : 80 minutes
- Dates de sortie :
  - Allemagne : 20 juillet 1933.
  - Danemark : 28 août 1933.
  - Hongrie : 15 septembre 1933.
  - France : 26 octobre 1933[1].
  - États-Unis : 24 décembre 1933.
  - Finlande : 7 janvier 1934.
  - Suède : 29 janvier 1934.

## Distribution
- Willy Fritsch : Tobby Blackwell
- Leopoldine Konstantin : Ellinor Blackwell, la mère de Tobby
- Renate Müller : Stefanie von Weidling-Weidling
- Gustav Waldau (de) : Leopold comte von Weidling-Weidling
- Anton Pointner : Giacomo Ottaviani
- Jakob Tiedtke : Ismail Pascha
- Angelo Ferrari : le premier prétendant d'Ellinor
- Kurt Hagen : le deuxième prétendant d'Ellinor
- Erik Ode : le troisième prétendant d'Ellinor

## Article annexe
- Liste des longs métrages allemands créés sous le nazisme

## Source de la traduction
- (de) Cet article est partiellement ou en totalité issu de l’article de Wikipédia en allemand intitulé « Saison in Kairo » (voir la liste des auteurs).